# Vodárna Liteň
Vodárna Liteň je funkční vodárna v Litni v okrese Beroun. Budova čp. 282 je situována v k. ú. Běleč u Litně u cesty ze Ženíškovy ulice v Dolních Vlencích východně ve směru na Běleč. Vlastníkem a provozovatelem je Městys Liteň. Vodárna a vodovod jsou zapsány v Ústředním seznamu kulturních památek České republiky pod rejstříkovým číslem 104653 s účinností od 11. února 2012 jako vodovodní síť bývalého velkostatku

## Popis a historie
Vodárna je přízemní budova se sedlovou střechou. U budovy je 29 m vysoký cihlový komín strojovny. Pro pohon čerpadla sloužily dva parní kotle. Byla postavena podle projektu z března 1894 jako čerpací stanice vodovodu pro velkostatek Liteň. Pravděpodobně od téhož roku funguje s minimálními úpravami déle než 130 let. Důvodem výstavby vodovodu a čerpací stanice bylo zajištění zásobování liteňského velkostatku vodou v době jeho významného rozšiřování o pivovar, sladovnu a lihovar, které realizoval Josef Šebestián Daubek. Do současnosti se dochovala původní budova, vodojem, propojovací vedení mezi studnami a vodojemem, jímací zářezy a sběrné studně. V roce 2013 byla instalována Naučná stezka Liteň a vodárna se stala jako technická památka zastavením zastavení A9 její zelené stezky na okruhu z Litně do Dolních Vlenců, Bělče a zpět do Litně.

## Parametry současného provozu
Na historický vodovod je napojena většina domů v Litni. Čerpací stanice odebírá z prameniště přibližně 200 m³ pitné vody denně. Čerpaná voda je akumulována ve vodojemu před hydroforovou stanicí, nadbytečné množství je odváděno do potoka. Čerpací stanice zajišťuje pitnou vodu pro dolní tlakové pásmo liteňského vodovodu. Pro horní tlakové pásmo zásobující objekty ve vyšší poloze (v kopcích nad Litní) je voda jímána do vodojemu pod vrchem Mramor. K jímání je využíván zářez zpevněný vyskládaným lomovým kamenem pokračujícím kameninovým hrdlovým potrubím.

## Galerie Vodárny Liteň v Dolních Vlencích

### Pohledy na objekt vodárny

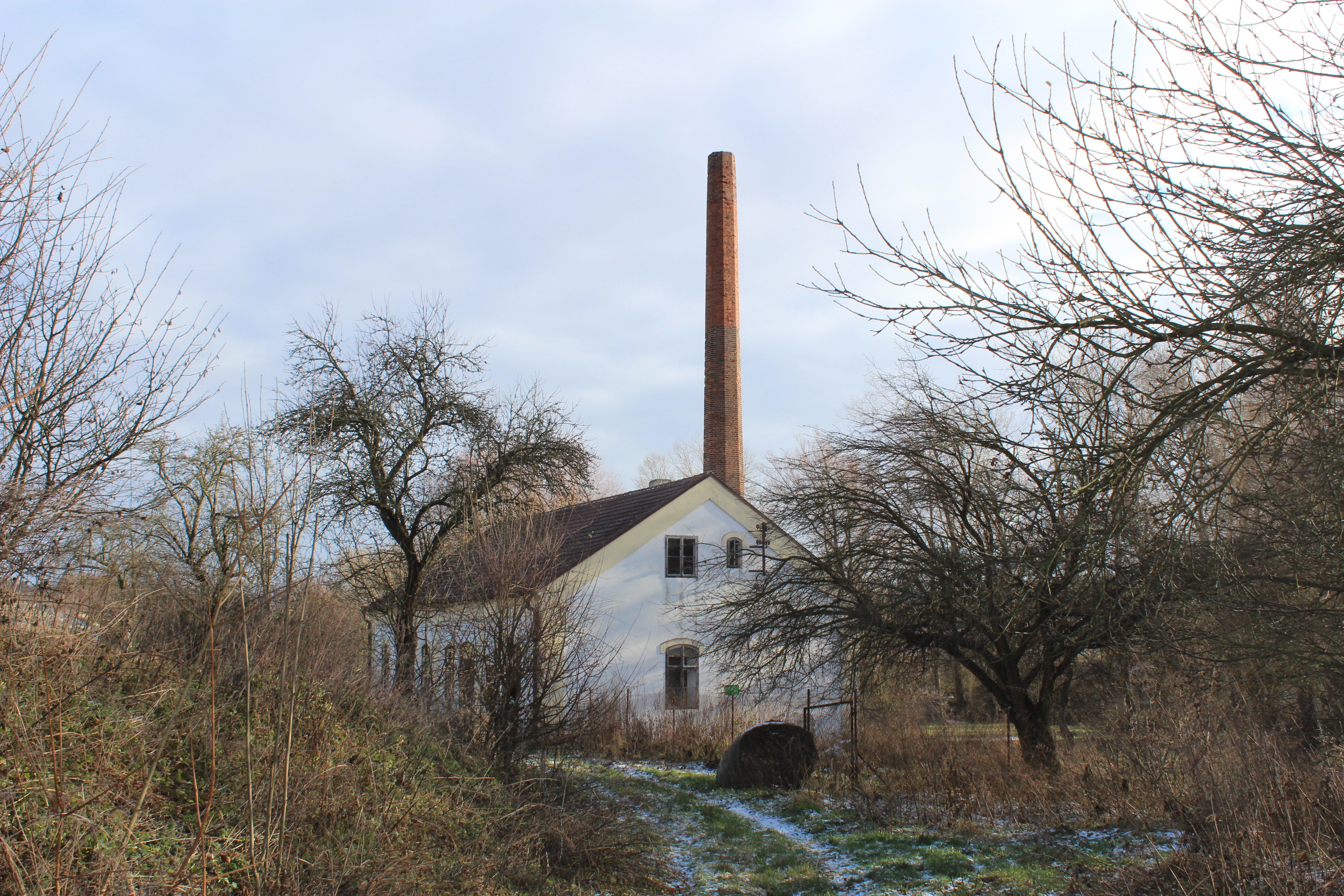
Vodárna ze západu
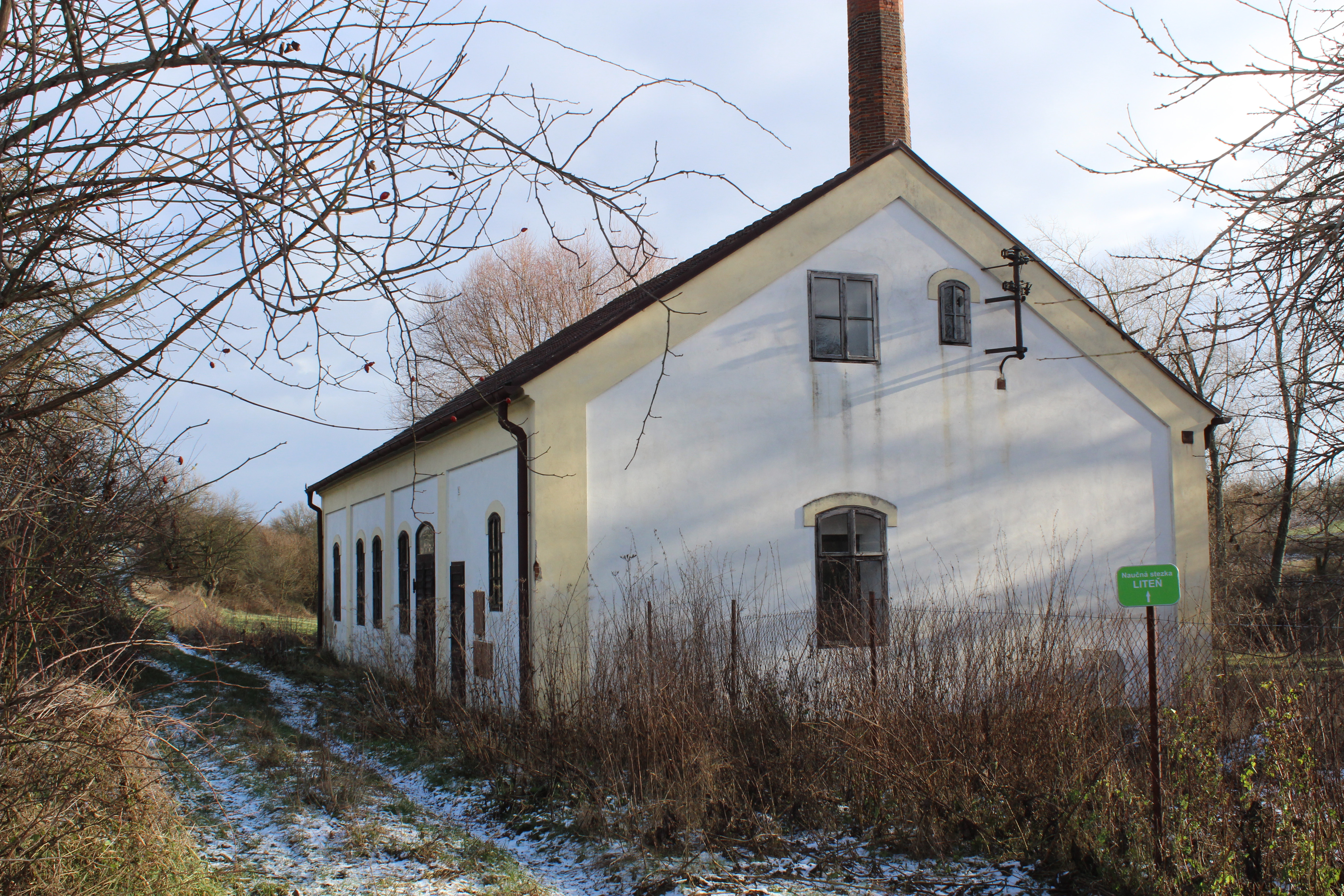
Vodárna ze západu
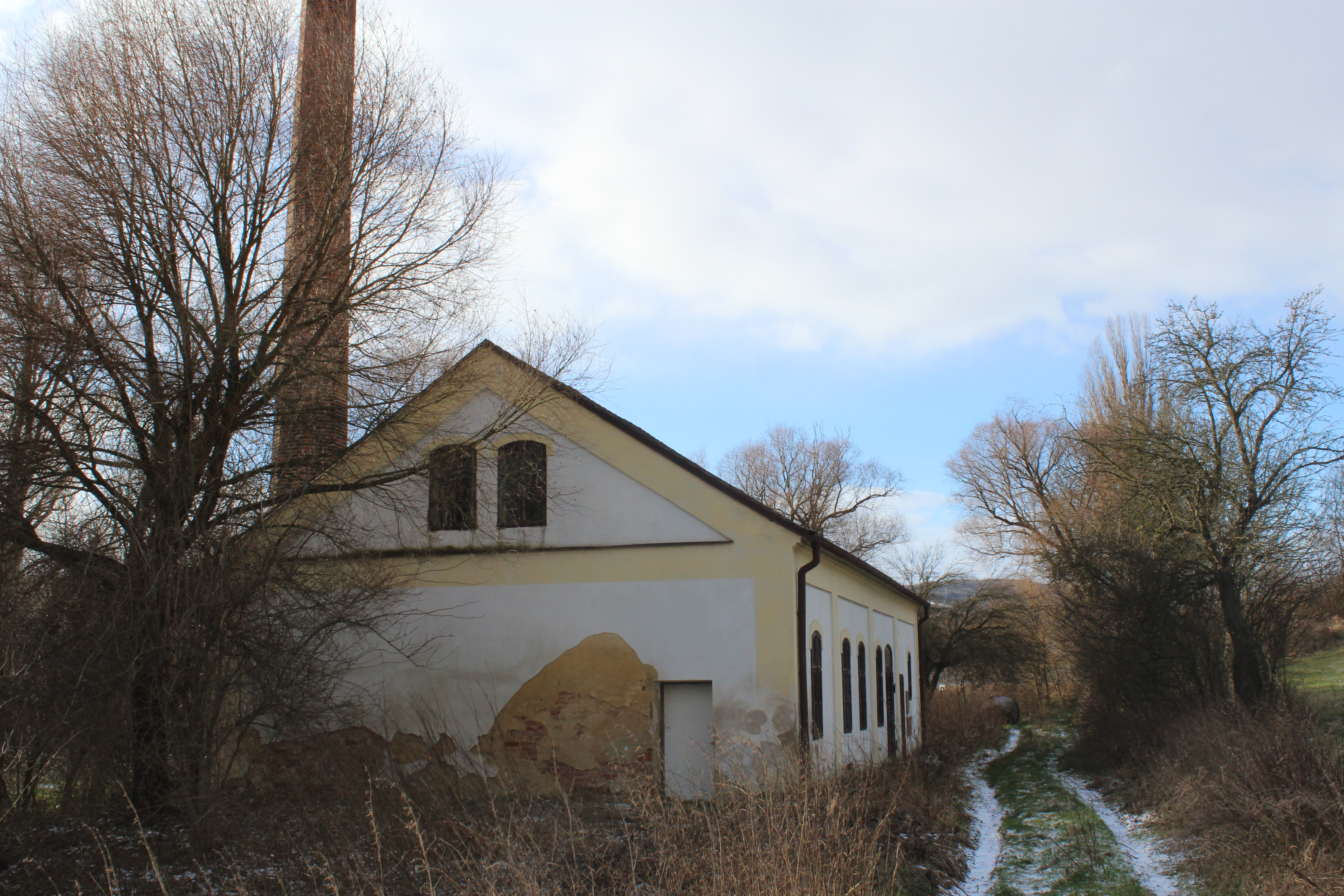
Vodárna z východu
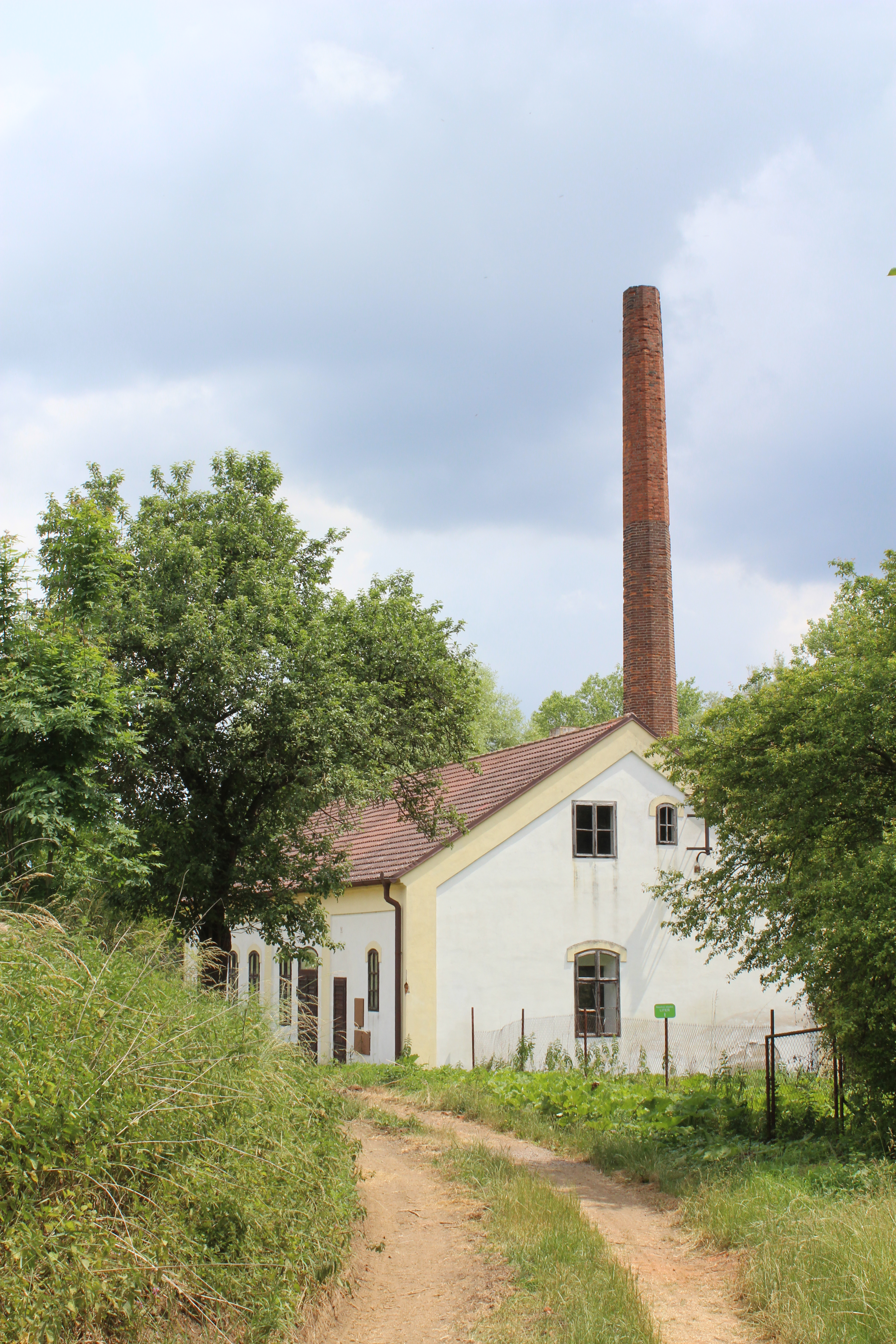
Vodárna ze západu
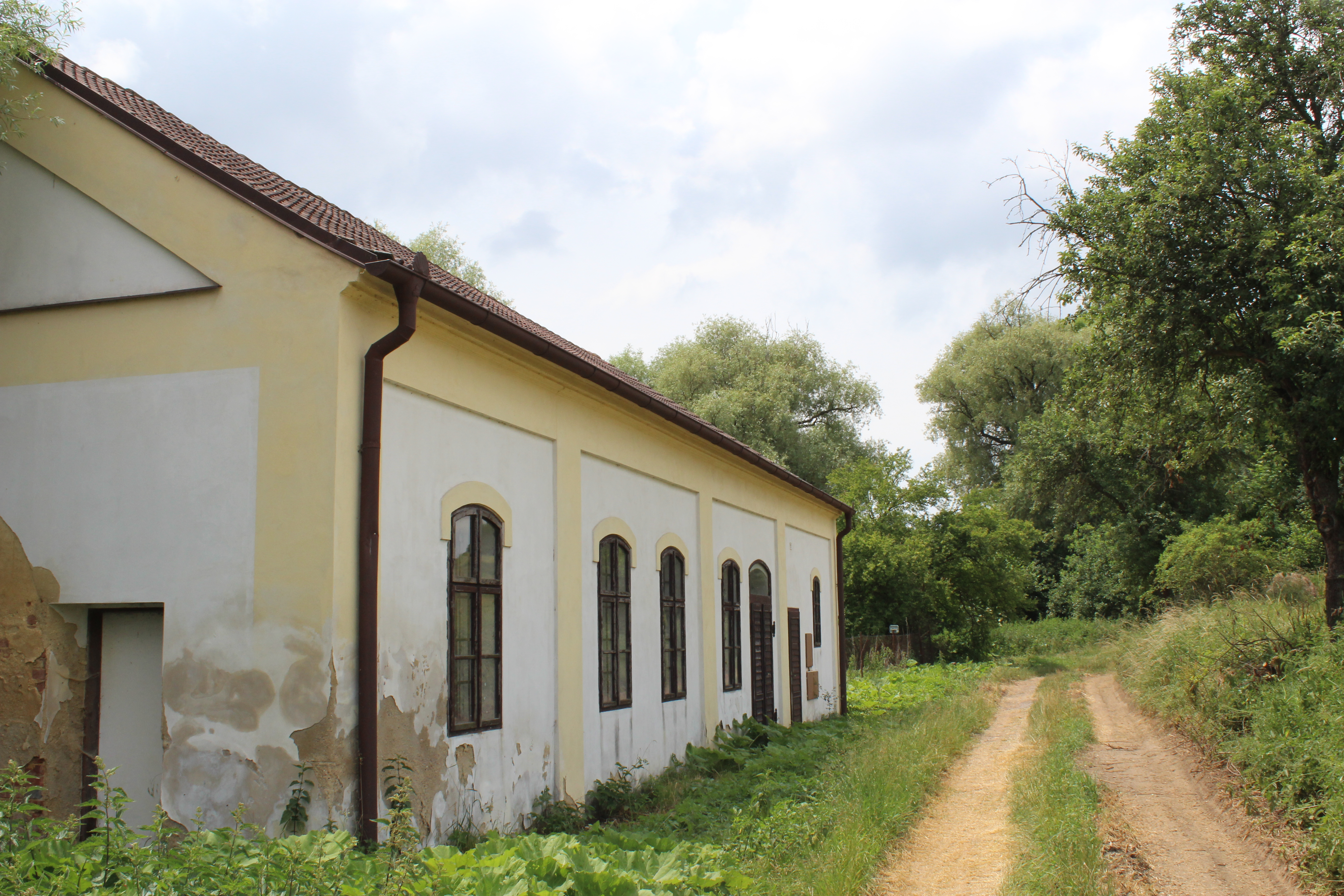
Přízemí na severovýchod
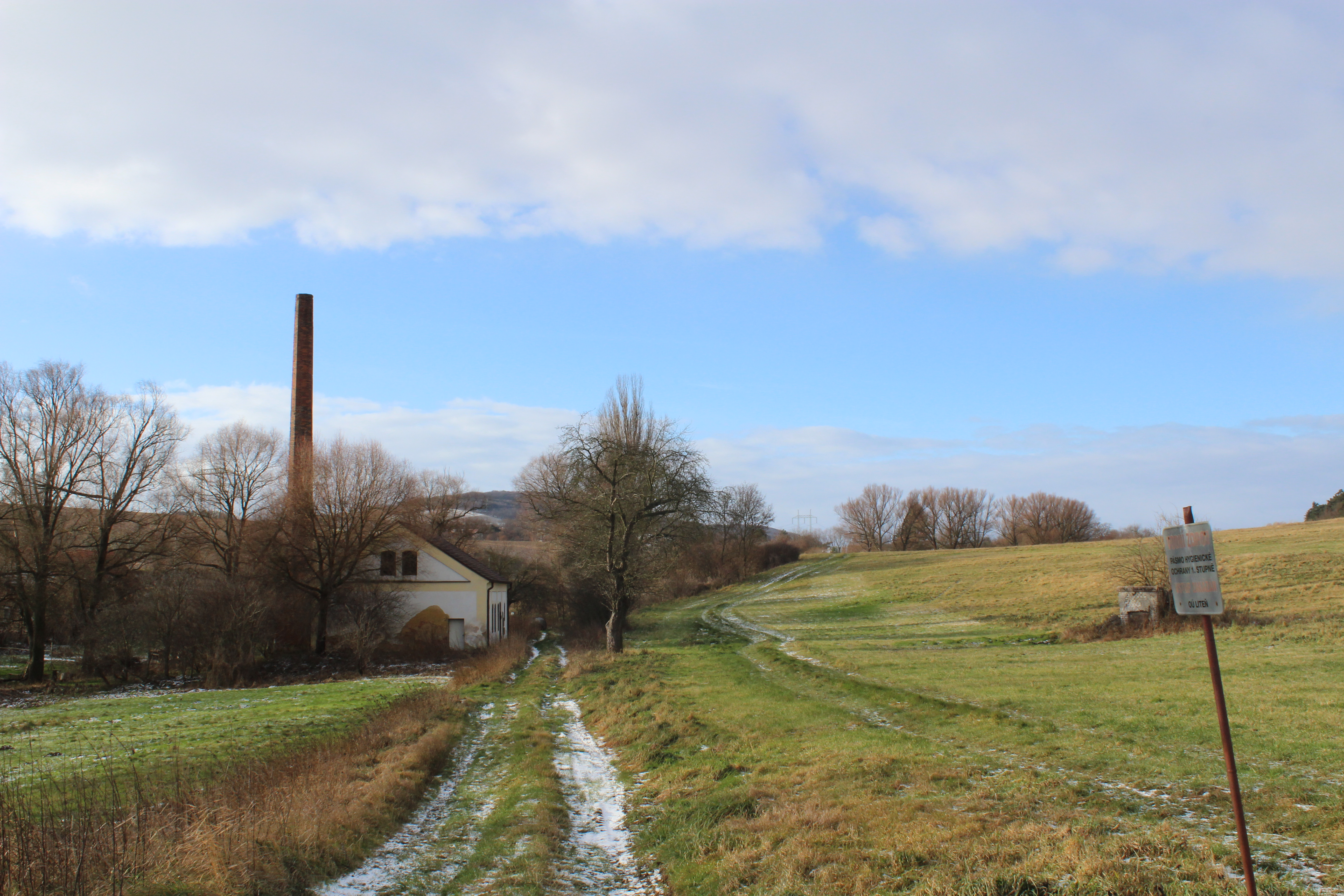
Vodárna z východu
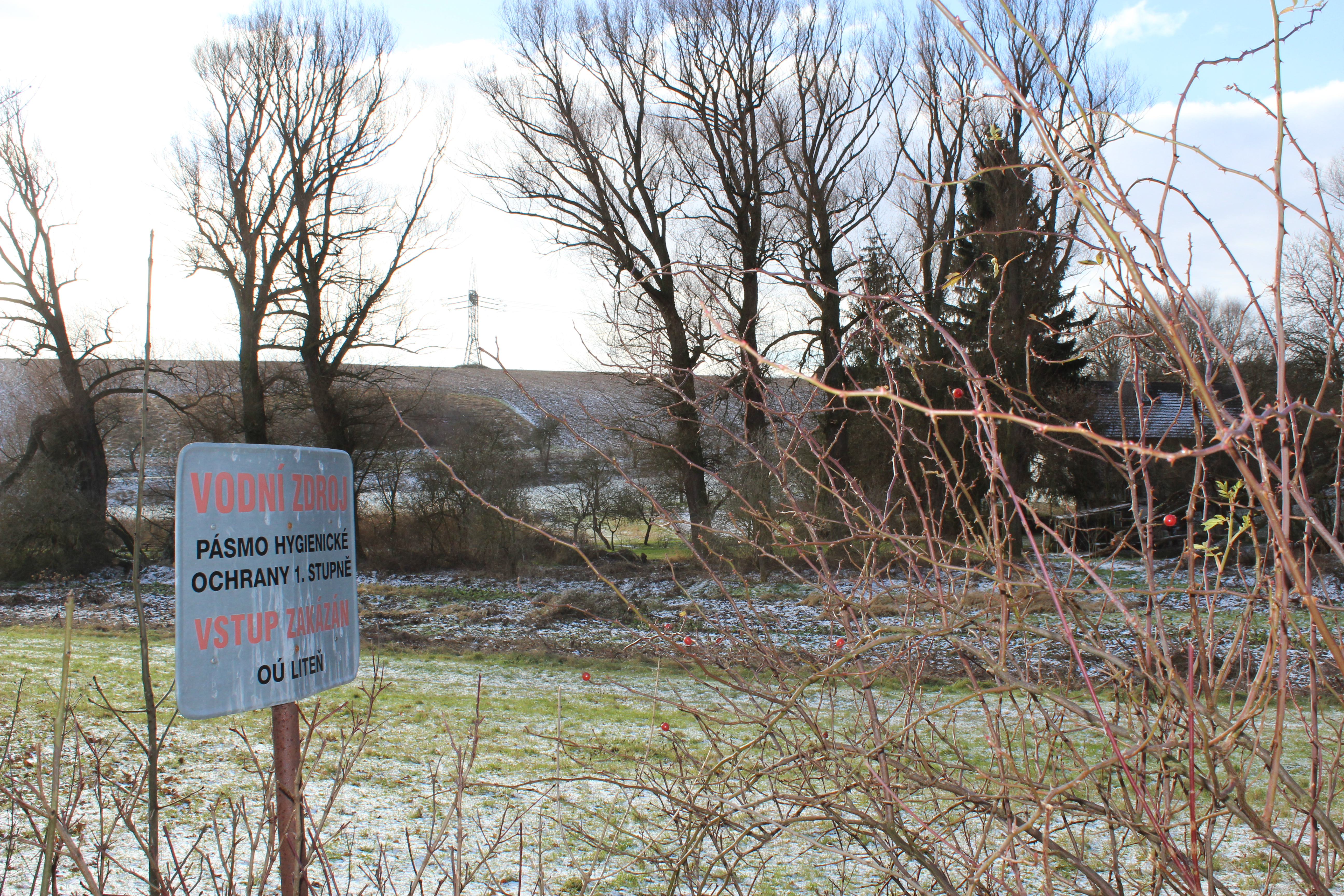
Ochranné pásmo vodárny Liteň

### Vodárna je zastavením Naučné stezky Liteň

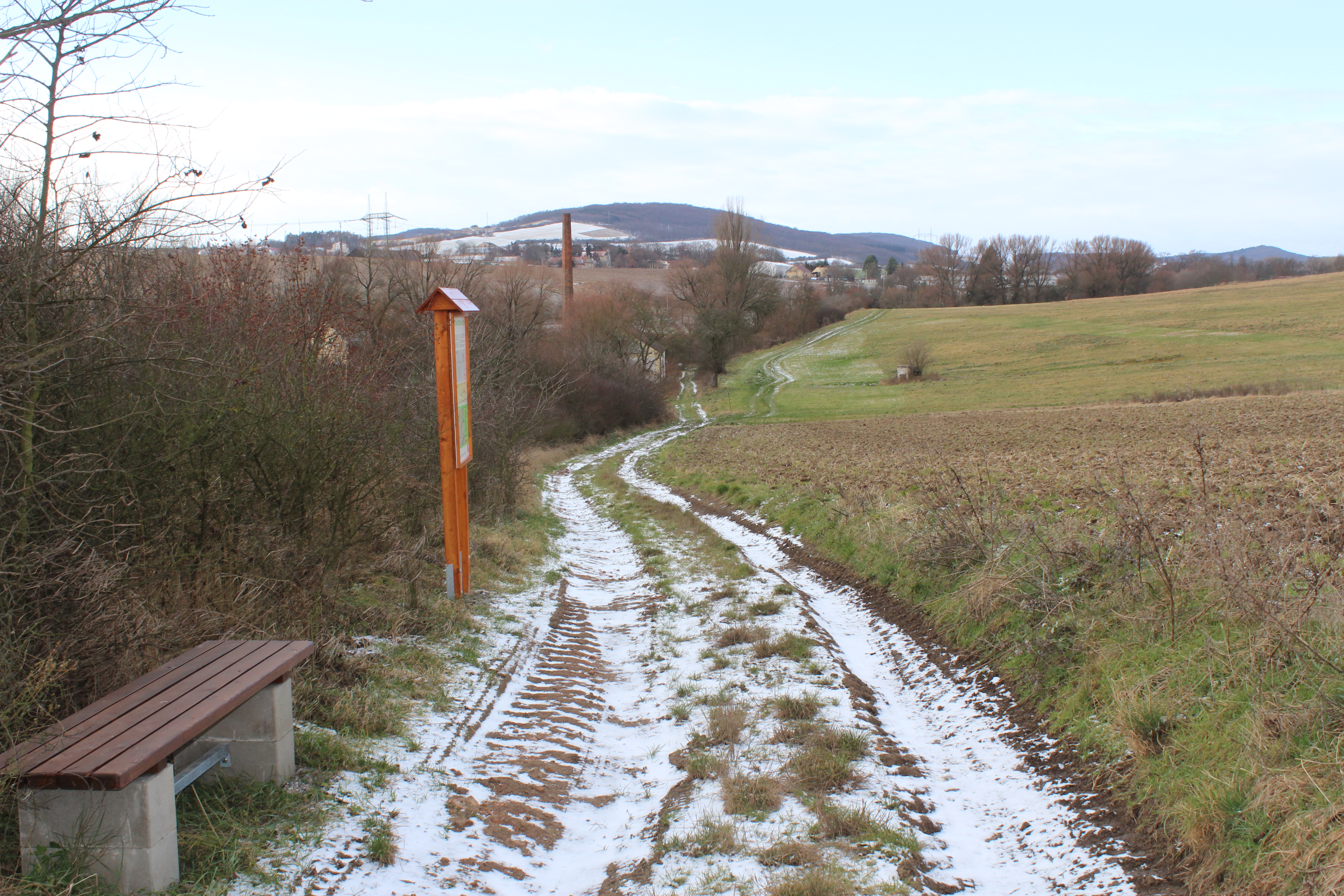
Informační panel zastavení Vodárna Liteň
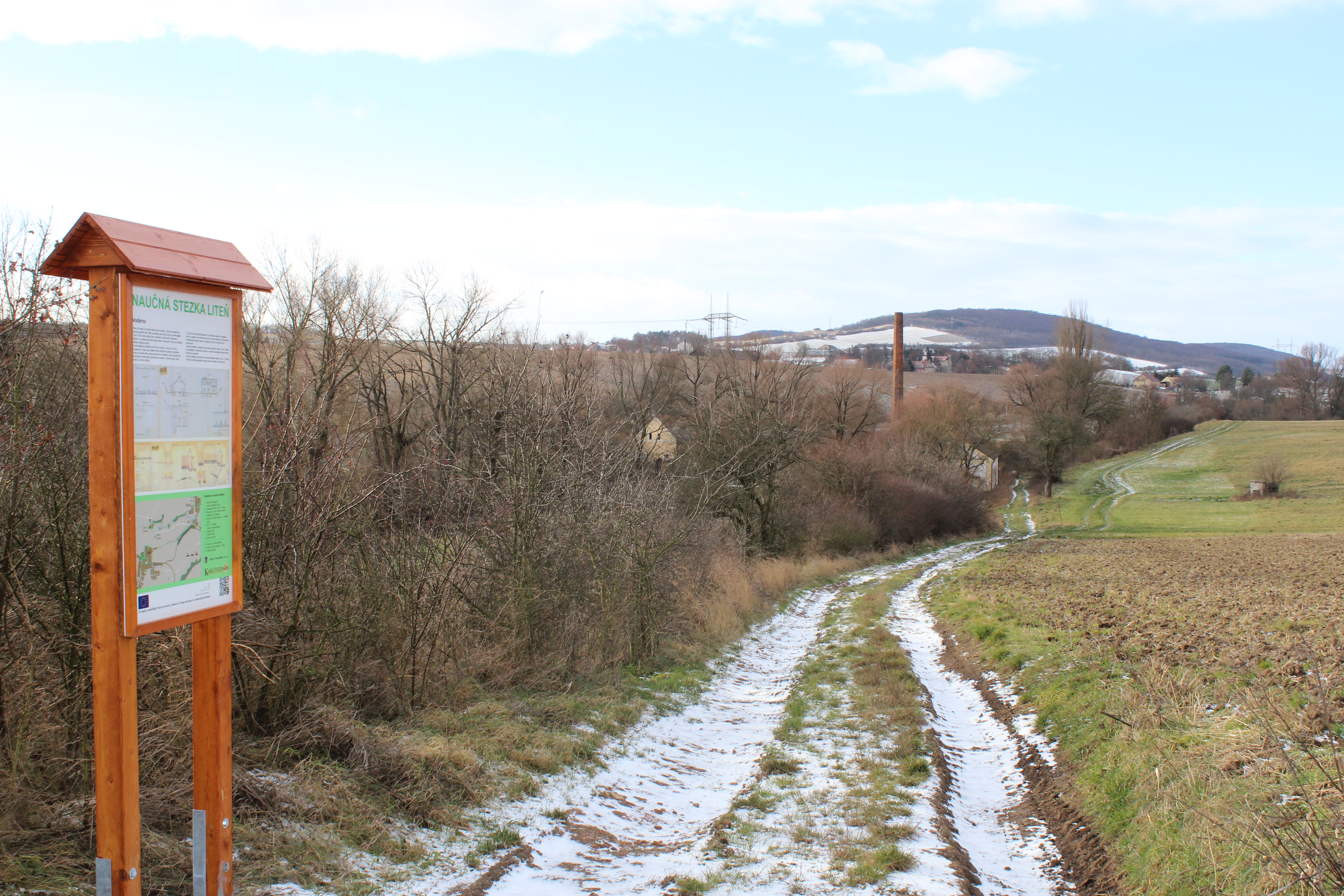
Informační panel zastavení Vodárna Liteň
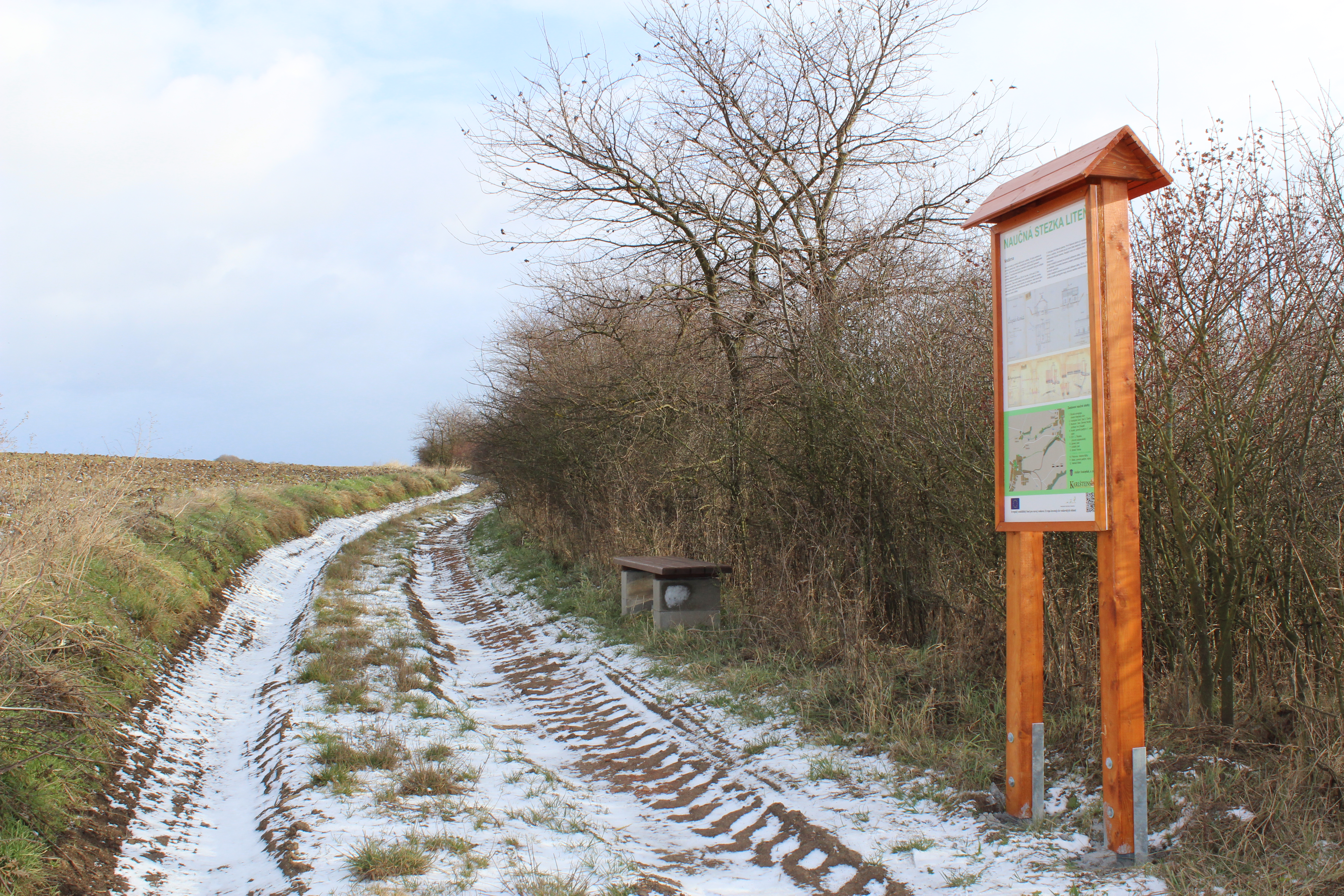
Informační panel zastavení Vodárna Liteň
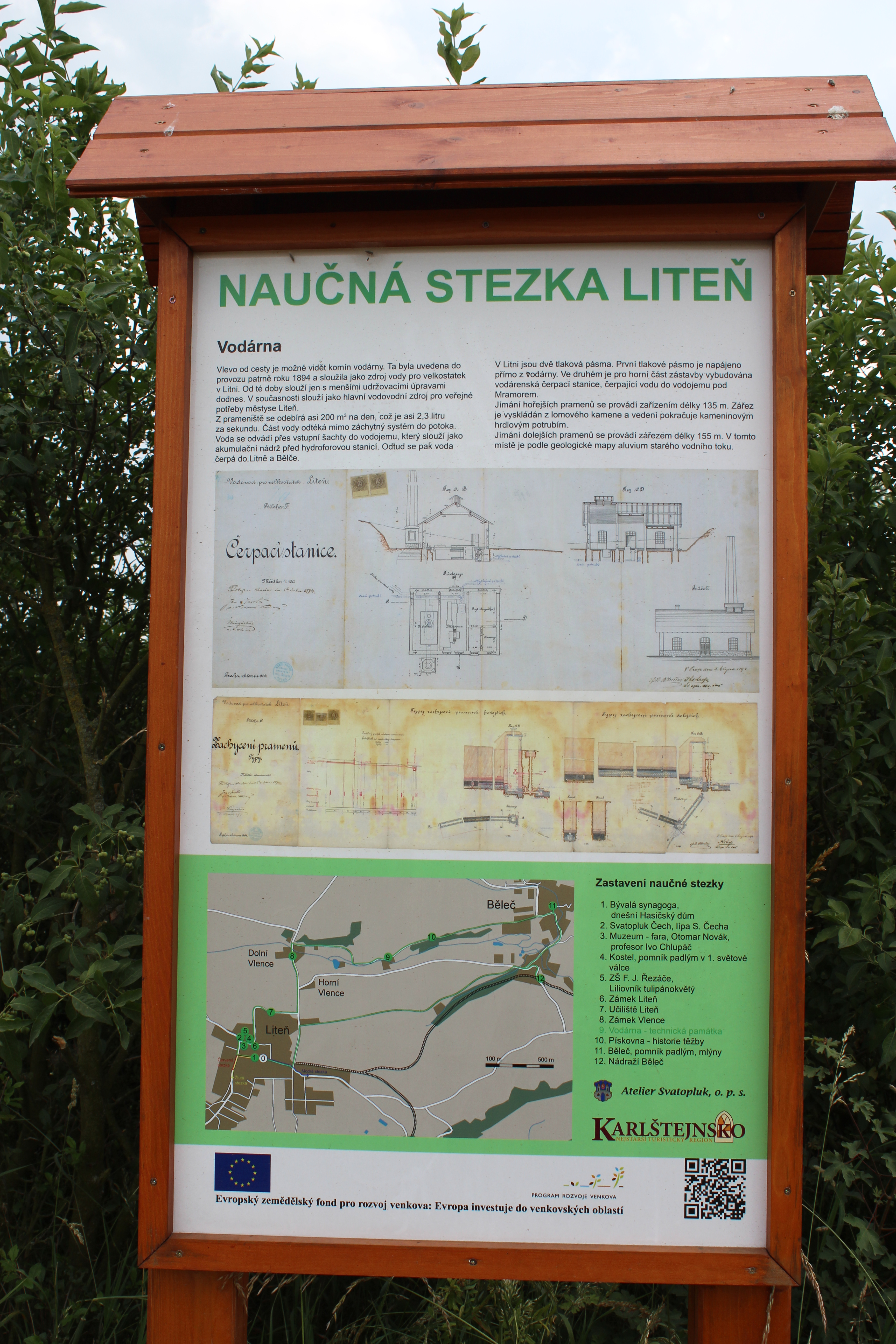
Informační panel zastavení Vodárna Liteň